# Автошлях Т 0425
Автошля́х Т 0425 — автомобільний шлях територіального значення у Дніпропетровській області. Пролягає територією Новомосковського та Синельниківського районів від перетину з E50 через Підпільне — Дерезувате — Синельникове. Загальна довжина — 34,1 км.

## Маршрут
Автошлях проходить через такі населені пункти:
| Автошлях Т 0425          |                  |
| Дніпропетровська область |                  |
| Новомосковський район    |                  |
|                          | перетин з E50М04 |
| Підпільне                |                  |
| Синельниківський район   |                  |
| Степове                  |                  |
| Дерезувате               |                  |
| Кам'януватка             |                  |
| Кислянка                 |                  |
| Синельникове             | Р85Т 0416        |